# Afghaanse duizendknoop
Afghaanse duizendknoop (Persicaria wallichii) is een vaste plant uit de duizendknoopfamilie. De soort staat op de unielijst voor invasieve uitheemse soorten en is een zeldzame exoot in Nederland en Vlaanderen. 

## Beschrijving
De Afghaanse duizendknoop heeft de stengels in dichte groepen gevormd. De bladeren zijn 4-10 cm breed, langwerpig tot lancetvormig en met een afgeknotte of iets hartvormige voet en een lang toegespitste top. De bladrand is gegolfd. De onderzijde van het blad is vaak behaard. 
De plant heeft een hoogte van 1-1,5 meter. Een eindstandige, grote, brede pluim van witte of soms iets roze bloemen met een regelmatig bloemdek. De bloemen zijn tweeslachtig (een bloem met zowel mannelijke als vrouwelijke geslachtsorganen). Alle bloemdekbladen zijn ongevleugeld. De bloemsteeltjes zijn rood. Als vrucht heeft de plant een eenzadige dopvrucht of nootje. Er worden echter in de Lage Landen nooit rijpe zaden gevormd. Vermeerdering gebeurt hier uitsluitend langs vegetatieve weg. De plant is tweezaadlobbig (kiemend met twee zaadlobben).

## Verspreidingsgebied
De Afghaanse duizendknoop staat in ruderale, vochtige en humeuze ruigten en op de oevers van waterlopen, is in Nederland te vinden in bermen en bij landgoederen, in bossen en struweel. De met rizomen overblijvende plant stamt oorspronkelijk uit de Himalaya, Zuidwest-China, India, Myanmar en Afghanistan. Hij wordt als tuinplant gekweekt en is plaatselijk ingeburgerd in West-Europa en is invasief aan de westkust van Canada en de Verenigde Staten. 
In Nederland is de plant zeldzaam ingeburgerd. Het meest komt hij voor in Midden-Nederland en hij is ingeburgerd tussen 1900 en 1924. In Vlaanderen is hij zeldzaam ingeburgerd en in Wallonië is hij zeer zeldzaam ingeburgerd.
De soort is zeldzaam in Nederland (ingeburgerd na 1900) met een concentratie van vindplaatsen in het midden van het land. Hij plant zichzelf voornamelijk vegetatief voort en slaat op uit tuinafval. Hij is herkenbaar aan de grootte, de kale, holle stengels en de losse bloeipluim met rode bloemsteeltjes en witte, niet gevleugelde en ongelijke bloemdekbladen. De langwerpige-driehoekige bladeren hebben vaak rode nerven, een afgeronde bladvoet en een spitse top, verder is het tuitje bruin, spits en soms langer dan de internodiën. De bladeren, stengels en het zaad zijn eetbaar.

## Etymologie
De Nederlandse naam duizendknoop komt van de knopen (de plaatselijke verdikkingen op de stengel). Persicaria betekent "perzikkruid" (de bladeren lijken op die van de perzik). De soortaanduiding wallichii is een eerbetoon aan Nathaniel Wallich die werkte in de botanische tuin van Calcutta en een boek heeft geschreven over de minder algemene Aziatische plantensoorten.